# Войтек (мечка)
Войтек (1941, Хамадан, Иран – 2 декември 1963, Единбург, Шотландия (22 г.) е фронтови мечок от битките на Втората световна война 1939 – 1945 г.

## Биография
През пролетта на 1942 г. войници от новосформирана полска рота, дислоцирана на територията на днешен Иран, купуват малко мече сираче от някакъв овчар. Мечето, макар и болнаво, бързо се приспособява към новия си живот и скоро започва да приема храна. Порционът му е съставен предимно от кондензирано мляко, както и големи количества плодове, сироп и мед. Когато военната част е командирована в Палестина, мечето получава името Войтек и е присъединено към 22-ра транспортна рота на артилерийската дивизия, 2-ри полски корпус. Войтек не бил въздържател и обичал бирата, виното и запалената предварително цигара.
Първият му подвиг е, когато се подвизава като охранител на боеприпасите, където е разпределен. Войтек залавя един крадец, за което получава бутилка бира за награда. Поради това, че в британската армия не разрешават присъствието на животни, поляците включват Войтек формално в списъците си със сериен номер и воинско звание „редник“. По време на тежките сражения за Монте Касино през 1943 г. мечокът мъкне 45-килограмови сандъци с муниции. За благодарност неговите бойни другари поставят емблема на 22-ра полска транспортна рота, изобразяваща неговия лик.
След края на войната през 1945 г. мечокът е преместен в зоологическата градина в град Единбург, където прекарва дните до края на живота си. Винаги щом чуел полска реч, мечокът наострял уши в очакване да види старите си приятели, които инак го посещават най-редовно. Мечокът герой от Втората световна война умира през 1963 г., а образът му е увековечен и пресъздаден в Полша, Шотландия, в кралския музей в Лондон и канадския военен музей.
За участието във Втората световна война на мечока в парк „Йордана“ в Краков, Полша е направен паметник.

## Войтек в киното
- Wojtek – bear soldier movie, режисура Уил Худ и Адам Лавис (2011).[3]